# Охорона здоров'я в Україні
Охорона здоров'я в Україні — комплекс законодавчих, теоретично-наукових, організаційних та медично-інфраструктурних об'єктів України для постійного забезпечення громадян належною медичною допомогою.
Охорона здоров'я — галузь діяльності держави, метою якої є організація та забезпечення доступного медичного обслуговування населення. Охорона здоров'я — це ключовий елемент національної безпеки держави.
Система охорони здоров'я — це система, яка надає комплексну, високоякісну та доступну допомогу всім людям, одночасно сприяючи рівності в здоров'ї та забезпечуючи стійкість розвитку країни в цілому. Основною метою системи охорони здоров'я є покращення здоров'я та благополуччя окремих осіб і населення загалом, шляхом надання своєчасної, ефективної та високоякісної медичної допомоги.

## Медичні заклади
Станом на березень 2015-го:
- Міністерству охорони здоров'я України (МОЗ) підпорядковано близько 3050 медичних закладів (майже 91 % від загальної їх кількості в Україні).
- Департамент з питань виконання покарань має 114 заклади (майже 3 %).
- Академія медичних наук має 41 медичних установ (1 %).

Прапор МОЗ України

## Показники
У 2021 році в Україні працювала 147,4 тисячі лікарів усіх спеціальностей та 1 тисяча 186 лікарняних установ. Найбільше лікарів працювало в Києві (14,6 тис.), Львівській (11,9 тис.) і Дніпропетровській (11,5 тис.) областях, найменше — у Луганській області (1,9 тисяч).
Станом на березень 2009:
- Потужність лікарняних закладів по всіх міністерствах і відомствах сьогодні становить 436,4 тис. ліжок.
  - Заклади МОЗ мають 403 тис. ліжок,
  - Департамент з питань виконання покарань, має 11 тис. ліжок,
  - Академії медичних наук підпорядковано 7,5 тис. ліжок.
- Амбулаторно-поліклінічні заклади розраховані на 957,1 тис. відвідувань на зміну.
  - МОЗ має мережу амбулаторно-поліклінічних закладів, які розраховані на 890,7 тис. відвідувань за зміну.
  - Мінтрансзв'язку — на 2-му місці
  - Департамент з питань виконання покарань забезпечує 5,8 тис. відвідувань за зміну
  - В закладах Академії медичних наук можуть проконсультуватися близько 5 тис. пацієнтів за зміну.

Всього в охороні здоров'я у 2008 працювало 207,9 тис. лікарів, із них 82 % у системі МОЗ, решта — у відомчій медицині. Дефіцит лікарських кадрів сягнув 48 тисяч осіб. Забезпеченість лікарями по галузі — 45,2 на 10 тис. населення. З них безпосередньо надають медичну допомогу 26,7 лікарів (на 10 тис. населення), що значно нижче від середньоєвропейського рівня.

## Медична реформа в Україні

Національна служба здоров'я України

- 30 листопада 2016 — КМУ від схвалив Концепцію реформи фінансування системи охорони здоров'я. МОЗ було доручено розробити план заходів щодо її реалізації.[7]
- 19 жовтня 2017 — ВРУ прийняла медреформу, його підтримало 240 депутатів.[8]
- 1 січня 2018 — початок дії законопроєкту. Держава повинна оплачувати медичні послуги за програмою медичних гарантій установам з 1 серпня 2018 року.
- 2 липня 2018 — В Україні почав діяти оновлений перелік послуг первинної медичної допомоги.[9]
- 1 січня 2020 — запроваджується реімбурсація ціни ліків з державного гарантованого пакету.[8][10] Пропонується створення біля 100 госпітальних округів до 2018 року.

### Інформаційна війна навколо медичної реформи в Україні
- 19 жовтня 2017 Ольга Богомолець, нардеп і Голова комітету ВРУ з здоров'я, назвала медичну реформу «початком геноциду».[11]
- Численні медичні громадські організації підтримали реформи та закликали Богомолець до відставки з посади голови комітету[12].
- Ольга Стефанишина, заступник міністра охорони здоров'я України,[13] виконавчий директор благодійного фонду «Пацієнти України» та експерт РПР назвала депутата «гальмом медреформи».[14]
- Лідер «Батьківщини» Юлія Тимошенко заявляє, що влада під виглядом «реформ» здійснює геноцид української нації.[15][16]
- Президент України Петро Порошенко у своїй заяві особисто попросив не вживати термін «геноцид» відносно сучасних подій.[17]

## Фінансування

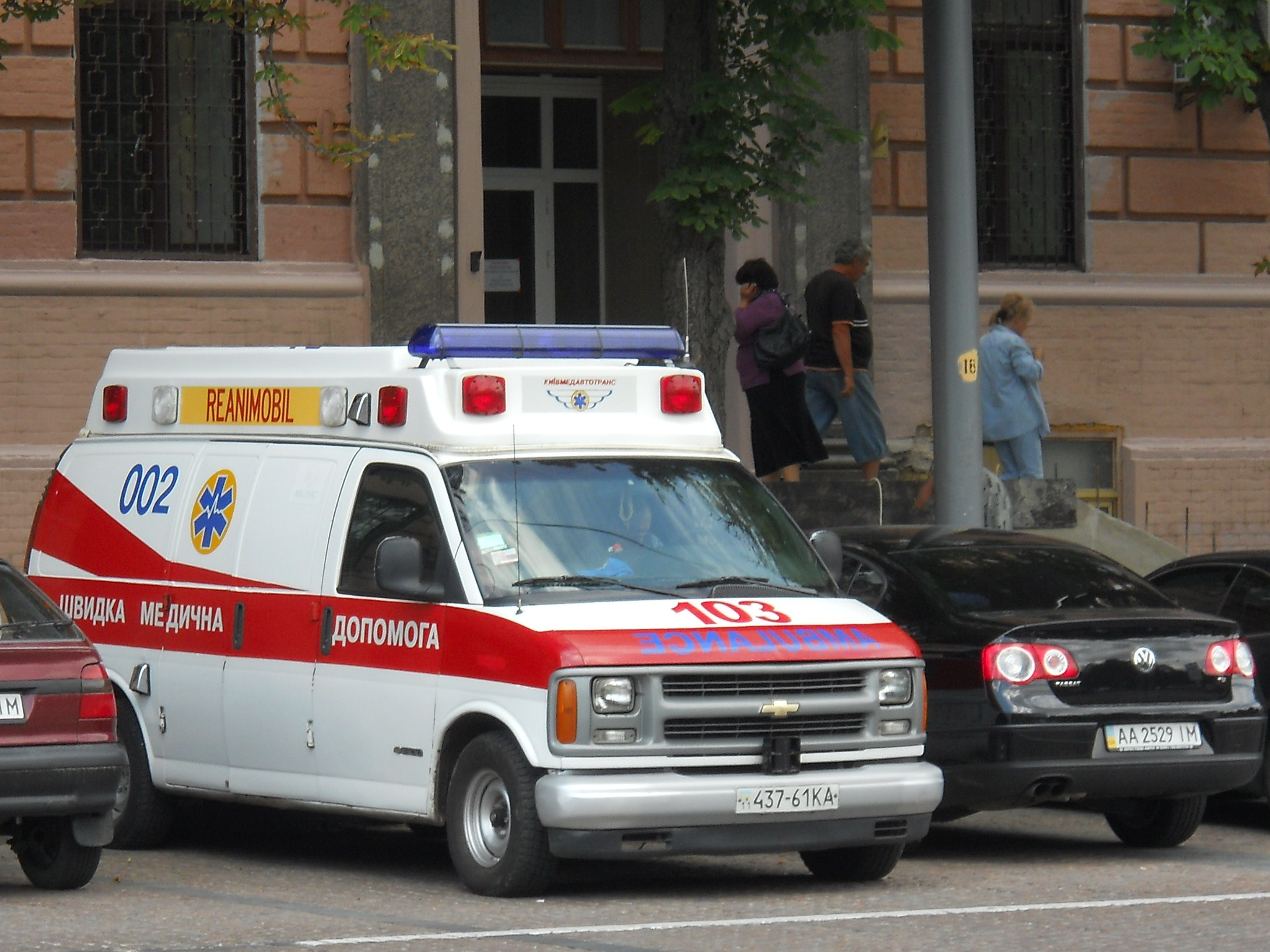
Швидка допомога. Київ.

2008 — зведений бюджет системи охорони здоров'я України становив 23,8 млрд грн (9 % було спрямовано на фінансування відомчої медицини).
Щорічне фінансування закладів охорони здоров'я інших міністерств та відомств (не МОЗ) сягало 2,2 млрд грн. За ці кошти медичну допомогу отримують 4,4 млн населення, або 9 % населення України, тут задіяно 27 тис. лікарів та 57,5 тис. середнього медичного персоналу
Загальні видатки на охорону здоров'я у структурі ВВП України сягнули 6,5 % (3,5 % — за рахунок держбюджету, решта — з місцевих бюджетів.) Для порівняння — в Європейському регіоні — 7,7 % ВВП, а в Євросоюзі — 8,7 % ВВП.
Однак, у розрахунку на душу населення за паритетом купівельної спроможності у доларах США, витрати на охорону здоров'я в Україні у 5,5 разу нижчі, ніж у ЄС. Польща на ці ж цілі виділяє у кілька разів більше.
Загальний обсяг витрат на охорону здоров'я в Україні 2014 року склав 7,4 % ВВП. Це нижче, ніж в середньому в країнах ЄС (9,5 % ВВП 2013 року), але стільки ж, як у Польщі та Румунії (6,7 та 5,3 % ВВП 2013 року відповідно). Якщо в середньому 2013 року в країнах ЄС частка державних витрат на охорону здоров'я становила 76 % (у Польщі та Румунії — майже 70 та 80 %), в Україні 2014 року державні витрати становили 51,7 %, дуже незначні додаткові платежі було покрито шляхом приватного медичного страхування та міжнародної донорської підтримки. Тому майже 46 % витрат (54,1 млрд грн) було сплачено безпосередньо пацієнтами за власний кошт під час отримання медпослуг або придбання ліків.

## Первинна допомога

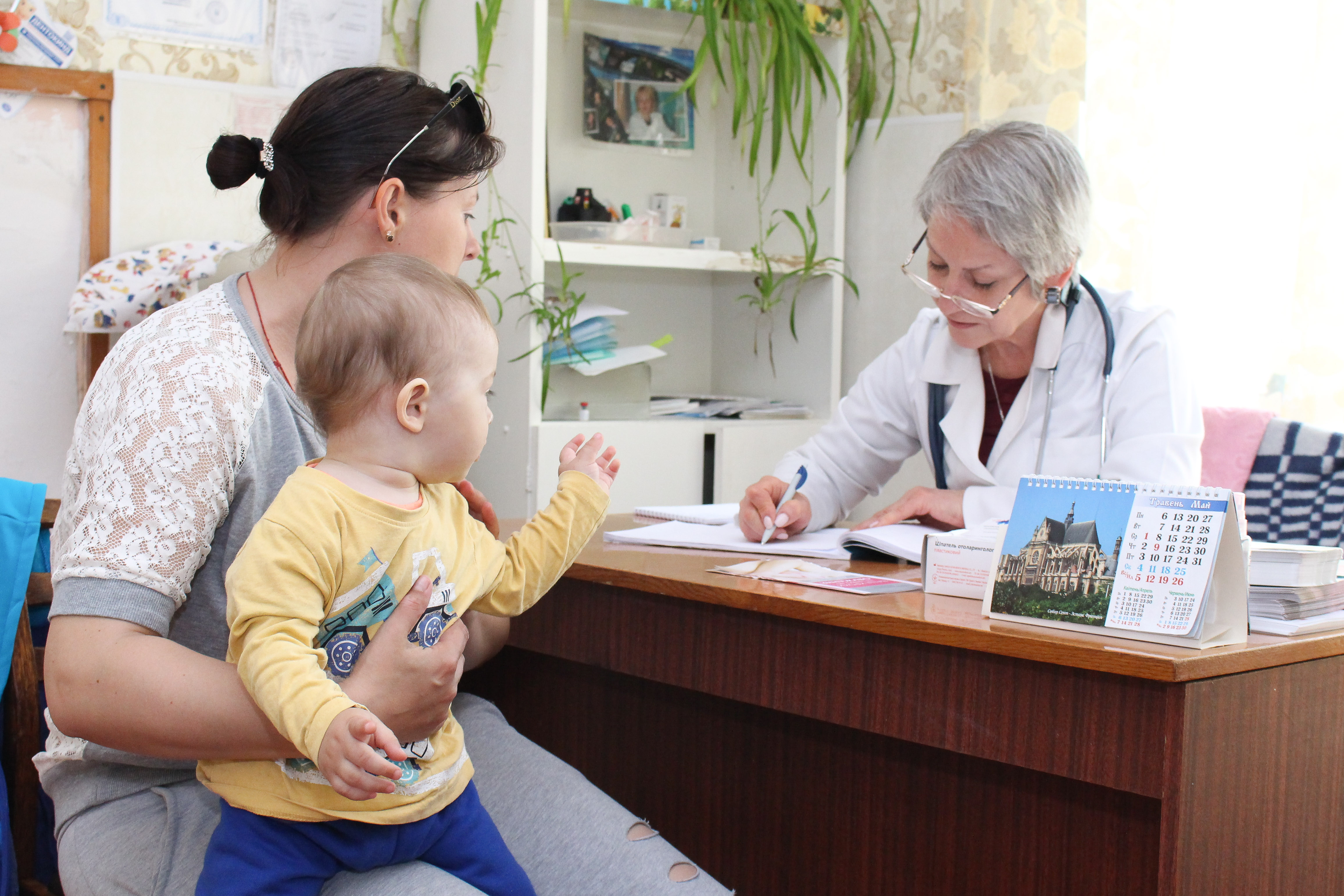
Лікар-педіатр веде обстеження у селі Магдалинівка

- Кількість закладів первинної меддопомоги на 10 тис. населення в нас учетверо менша, ніж у країнах ЄС: у нас — 1,2, у них — 4,9.
- Чисельність лікарів первинної ланки у півтора разу менша, ніж у країнах Європейського Союзу.
- Нові можливості первинної допомоги у смартфоні[19]

## Вторинна допомога
- Число лікарень — 0,63 на 10 тис. населення, а в ЄС — 0,31.
- Загальна кількість ліжок більша у півтора разу, тоді як кількість ліжок інтенсивної терапії в нас удесятеро менша, ніж у країнах ЄС.
- Середня тривалість перебування в лікарні у нас — 12,8 дня проти 9,2 в ЄС.

## Статистика
|      | Кількість лікарняних закладів | Кількість лікарняних ліжок | Забезпеченість лікарняними ліжками на 1000 осіб | Кількість поліклінік | Відвідуваність поліклінік за зміну | Кількість фельдшерсько-акушерських пунктів |
| ---- | ----------------------------- | -------------------------- | ----------------------------------------------- | -------------------- | ---------------------------------- | ------------------------------------------ |
| 2000 | 3 258                         | 465 970                    | 9,5                                             | 7 430                | 972 960                            | 16 354                                     |
| 2002 | 3 109                         | 465 026                    | 9,7                                             | 7 440                | 979 563                            | 16 020                                     |
| 2004 | 2 933                         | 450 741                    | 9,6                                             | 7 662                | 987 298                            | 15 689                                     |
| 2006 | 2 891                         | 444 325                    | 9,6                                             | 7 876                | 998 262                            | 15 354                                     |
| 2008 | 2 853                         | 437 281                    | 9,5                                             | 8 818                | 987 394                            | 15 167                                     |

|      | Лікарі усіх спеціальностей | Забезпеченість лікарями на 1000 осіб | Кількість середнього медичного персоналу | Забезпеченість середнім медперсоналом, на 1000 осіб |
| ---- | -------------------------- | ------------------------------------ | ---------------------------------------- | --------------------------------------------------- |
| 2000 | 226 320                    | 4,6                                  | 540 999                                  | 11,0                                                |
| 2002 | 224 177                    | 4,7                                  | 525 597                                  | 11,0                                                |
| 2004 | 223 349                    | 4,7                                  | 522 286                                  | 11,1                                                |
| 2006 | 224 942                    | 4,8                                  | 493 232                                  | 10,6                                                |
| 2008 | 221 603                    | 4,8                                  | 464 302                                  | 10,1                                                |

### Санітарно-епідеміологічна служба

#### Санаторно-курортна справа
|      | Всього | санаторії | пансіонати з лікуванням | санаторії-профілакторії | пансіонати відпочинку | бази відпочинку |
| ---- | ------ | --------- | ----------------------- | ----------------------- | --------------------- | --------------- |
| 2000 | 3 327  | 480       | 69                      | 377                     | 228                   | 2 010           |
| 2002 | 3 242  | 474       | 70                      | 334                     | 290                   | 2 010           |
| 2004 | 3 268  | 472       | 59                      | 311                     | 266                   | 2 033           |
| 2006 | 3 164  | 468       | 52                      | 277                     | 266                   | 1 976           |
| 2008 | 3 073  | 465       | 53                      | 262                     | 270                   | 1 916           |

## Відзначення
|                                             |  |  |
| Монета Країна супергероїв. Дякуємо медикам! |  |  |

26 липня 2024 року Національний банку України випустив пам'ятну монету «Країна супергероїв. Дякуємо медикам!», номіналом 5 грн, присвячену українським медичним працівникам. Монета входить до серії «Безсмертна моя Україно». Під час презентації монети Голова НБУ та генеральний директор НДСЛ «Охматдит» вручили перші пам'ятні монети працівникам Охматдиту.

## Атаки на українські медичні заклади та зміна структури попиту на лікарські послуги після повномасштабного вторгнення в Україну
Впродовж трьох років ВООЗ зафіксувала понад 2254 атаки на медичні заклади в Україні із початку повномасштабного вторгнення в Україну.
У 2025 році  було зафіксовано ще 42 напади, в результаті яких 12 людей постраждали і 3 загинули. 

### Зміна потреб у медичних послугах
Згідно з останнім дослідженням ВООЗ щодо потреб у медичних послугах у сфері охорони здоров’я України (жовтень 2024 р.), 68% українців повідомляють про погіршення стану здоров’я у порівнянні з довоєнним періодом. Найпоширенішими проблемами зі здоров’ям українців є проблеми з психічним здоров’ям, на які скаржаться 46% людей, розлади психічного здоров’я (41%) і неврологічні розлади (39%).
84% усіх смертей в Україні спричиняють неінфекційні захворювання (НІЗ). Кожна четверта людина в Україні повідомляє про обмеження в доступі до медичних послуг з початку військових подій. Найбільш пошкоджені та непрацездатні заклади охорони здоров’я розташовані вздовж лінії фронту, де населення часто стикається з множинною вразливістю, в першу чергу літні люди та люди з інвалідністю. 
За оцінками МОЗ, до середини 2024 року через війну було зроблено близько 100 000 ампутацій. В Україні не вистачає спеціалістів з травматології, протезування та реабілітації. Потреба у фахівцях таких спеціалізацій потрібна на довгостроковій основі, оскільки війна ще триває.
Основні досягнення у сфері психічного здоров’я включають розробку Цільової моделі системи психічного здоров’я та психосоціальної підтримки України та Національного плану дій у сфері психічного здоров’я на 2024–2026 роки, а також 24 планів обласного рівня. Реабілітація є ключовим елементом зусиль ВООЗ у розвитку потенціалу професіоналів. До кінця 2024 року ВООЗ провела навчання мультидисциплінарних реабілітаційних бригад 28 неспеціалізованих стаціонарів реабілітації з 11 областей.
Минулого року ВООЗ перемістила фокус з надання екстреної допомоги на розвиток потенціалу, віддавши пріоритет первинній медичній допомозі та критичним сферам, таким як НІЗ, імунізація, психічне здоров’я, ВІЛ, туберкульоз, інфекційний контроль і боротьба зі стійкістю до антимікробних препаратів.

### Виснаження медичних працівників
Згідно з визначенням ВООЗ, "синдром вигорання" (англ. burnout syndrome) серед медичних працівників є актуальною проблемою сучасної системи охорони здоров'я України. Через постійний стрес (в тому числі стрес через загрозу власному життю), високі вимоги до якості роботи та обмежені ресурси для надання медичних послуг, медики стають вразливими до емоційного та фізичного виснаження. Сучасні дослідження показують, що вигорання призводить до серйозних фізичних та психологічних наслідків, таких як серцево-судинні захворювання, депресія та зниження задоволеності роботою. 

### Вплив на здоров'я українських дітей
Протягом 2023 року близько 135 тисяч пацієнтів отримали допомогу за пакетом "Супровід і лікування дорослих та дітей з психічними розладами на первинному рівні медичної допомоги". Серед пацієнтів, що звернулись понад 72 тисячі — жінки та 18 тисяч — діти.
Про  необхідність психологічної допомоги більшості українських дітей свідчать результати опитування, яке було проведено дослідницькою компанією Gradus Research. За даними цих досліджень, 75% усіх батьків, які взяли участь в опитуванні, стверджують, що їхні діти мають ті чи інші ознаки психотравматизації: 
- 29% дітей мають порушення сну;
- 10% страждають від нічних кошмарів,
- 20% дітей мають поганий апетит.
- 20% дітей часто згадують та обговорюють пережиті та побачені події;
- 7% дітей відіграють побачене і пережите у формі гри;
- у 13% дітей зменшилося або взагалі припинилося бажання спілкуватися з іншими людьми.[29]

## Виноски
1. ↑  Основи законодавства України про охорону здоров'я. Офіційний вебпортал парламенту України (укр.). Процитовано 28 квітня 2023.
2. ↑  Опалько В. В. Реформування системи охорони здоров'я в Україні // Вісник Черкаського університету Науковий журнал. — № 207, 2011
3. ↑  Marmot, Michael; Allen, Jessica; Bell, Ruth; Bloomer, Ellen; Goldblatt, Peter (2012-09). WHO European review of social determinants of health and the health divide. The Lancet (англ.). Т. 380, № 9846. с. 1011—1029. doi:10.1016/S0140-6736(12)61228-8. Процитовано 15 квітня 2023.
4. ↑  Kruk, Margaret E.; Gage, Anna D.; Arsenault, Catherine; Jordan, Keely; Leslie, Hannah H.; Roder-DeWan, Sanam; Adeyi, Olusoji; Barker, Pierre; Daelmans, Bernadette (1 листопада 2018). High-quality health systems in the Sustainable Development Goals era: time for a revolution. The Lancet Global Health (English) . Т. 6, № 11. с. e1196—e1252. doi:10.1016/S2214-109X(18)30386-3. ISSN 2214-109X. PMC 7734391. PMID 30196093. Процитовано 15 квітня 2023.{{cite news}}:  Обслуговування CS1: Сторінки з PMC з іншим форматом (посилання)
5. ↑  Etienne, Carissa; Asamoa-Baah, Anarfi; Evans, David B. (2010). The World health report: health systems financing: the path to universal coverage. Женева: Всесвітня організація охорони здоров'я. ISBN 978-92-4-156402-1. OCLC 676729081.
6. ↑  Скільки в Україні медиків, лікарень та ФАПів. Слово і Діло (укр.). 16 листопада 2023. Процитовано 16 листопада 2023.
7. 1 2  Про схвалення Концепції реформи фінансування системи охорони здоров’я. Розпорядження КМУ. 30.11.2016 № 1013-р.
8. 1 2  Верховна Рада ухвалила медичну реформу. Розпорядження КМУ. 19.10.2016. Процитовано 20 жовтня 2017.
9. ↑  InterFax-Україна. В Україні почав діяти оновлений перелік послуг первинної медичної допомоги (ua) . Процитовано 5 липня 2018.
10. ↑  Rbc.ua. Рада схвалила медичну реформу. РБК-Украина (укр.). Процитовано 21 лютого 2018.
11. ↑  Геноцид розпочався: українців знищать по закону // Українська правда, Блог Ольги Богомолець, 19 жовтня 2017, 20:35
12. ↑  Звернення громадських організацій до Президента (PDF). Архів оригіналу (PDF) за 23 січня 2022. Підписи:

  - Ольга Стефанишина, виконавчий директор БФ «Пацієнти України»
  - Дмитро Шерембей, Голова координаційної ради БО «Мережа»
  - Ірина Литовченко, співзасновник БФ «Таблеточки»
  - Ксенія Сердюк, менеджер групи «Реформа системи охорони здоров'я» РПР
  - Ярослав Юрчишин, виконавчий директор «Transparency International Ukraine»
  - Валентин Краснопьоров, координатор руху «Сильні громади»
  - Віталій Селик, Голова Ради старійшин ВМГО «ФРІ»
  - Тимофій Бадіков, Голова Правління ГО «Батьки за вакцинацію»
  - Інна Борзило, виконавчий директор ГО «Центр UA»
  - Грезєв Владислав, Голова ГО ОПІРОРГ
13. ↑  Ольга Стефанишина [Архівовано 22 квітня 2018 у Wayback Machine.] // Міністерство охорони здоров'я України. 16 січня 2018
14. ↑  Ольга Стефанишина. Гальмо медреформи. УП.Життя, 13 червня 2017
15. ↑  Влада під виглядом «реформ» здійснює геноцид української нації, — Юлія Тимошенко // Батьківщина, 30.05.17 21:49
16. ↑  Юлія Тимошенко … також заперечила, що вона вихолощує слово «геноцид», коли застосовує його до нинішньої економічної ситуації, а не до Голодомору 1932–33 років // Радіо Свобода, 24 Листопад 2017, 09:00, Ростислав Хотин
17. ↑  Порошенко: Прошу політиків не спекулювати на темі голодомору // censor.net, 26.11.17 10:17
18. ↑  Згідно з даними, наведеними у статистичному бюлетені «Національні рахунки охорони здоров'я України».
19. ↑  Медична система в смартфоні: які можливості у киян - ikyyanyn.com. ikyyanyn.com (укр.). Процитовано 17 грудня 2020.
20. ↑  Заклади охорони здоров'я. www.ukrstat.gov.ua. Процитовано 20 січня 2019.
21. ↑  Лікарі та середній медичний персонал в Україні[недоступне посилання]
22. ↑  Медичні кадри. www.ukrstat.gov.ua. Процитовано 20 січня 2019.
23. ↑  Санаторно-курортні (оздоровчі) заклади в Україні[недоступне посилання]
24. ↑  Невпинний порятунок життів усюди: НБУ випустив монету в 5 грн «Країна супергероїв. Дякуємо медикам». Перший міський (ua) . Процитовано 10 серпня 2024.
25. ↑  "Країна супергероїв. Дякуємо медикам!": НБУ ввів в обіг нову пам’ятну монету (ФОТО) | Inshe.tv. inshe.tv (укр.). 29 липня 2024. Процитовано 10 серпня 2024.
26. ↑  Three years of war: rising demand for mental health support, trauma care and rehabilitation. www.who.int (англ.). Процитовано 9 березня 2025.
27. ↑  Rusanov, Volodymyr (30 вересня 2024). Професійне вигорання медичних працівників в умовах війни: історичний аналіз, сучасні дослідження та авторське визначення. Psychosomatic Medicine and General Practice (укр.). Т. 9, № 3. doi:10.26766/pmgp.v9i3.529. ISSN 2519-8572. Процитовано 9 березня 2025.
28. ↑  Професійне вигорання медичних працівників. Протидія та збереження власного ресурсу | Центр громадського здоров’я. phc.org.ua (укр.). Процитовано 9 березня 2025.
29. ↑  Українські діти потребують психологічної допомоги. Офіційний веб-сайт Служби освітнього омбудсмена України (укр.). 10 травня 2022. Процитовано 9 березня 2025.